# Lac de Cleuson
Der Lac de Cleuson, ursprünglich Lac de Saint-Barthélemy, ist ein Stausee der Wasserkraftanlage Grande Dixence in der Gemeinde Nendaz (Bezirk Conthey) im schweizerischen Kanton Wallis, der auf 2186 m ü. M. liegt.

## Geschichte
Im November 1934 nahm die Energie Ouest Suisse (EOS) das Kraftwerk Chandoline bei Sitten in Betrieb. Es verarbeitete das Wasser aus dem alten (kleinen) Lac des Dix. Mit der Leistungserhöhung auf 156 MW versuchte man während der Jahre des Zweiten Weltkrieges möglichst schnell mehr Wasser dem Lac des Dix zuzuführen, vor allem um den Strommangel im Winter zu bekämpfen. Bereits 1945 wurde die Printze oberhalb des heutigen Stausees gefasst und durch einen Stollen dem Lac des Dix zugeleitet, was zusätzliche 61 GWh brachte. In der nächsten Ausbaustufe wurde der Lac de Cleuson hinten im Val de Nendaz angelegt und über ein Pumpwerk mit dem Stollen der bestehenden Wasserfassung verbunden, was weitere 60 GWh Energie brachte. Beim Aufstau des Sees mussten keine Umsiedlungen vorgenommen werden. Der Stausee dient auch nach der Inbetriebnahme der neuen Staumauer am Lac de Dix seinem Zweck.

## Staumauer
Die hohle Gewichtsstaumauer wurde von 1947 bis 1949 erbaut. Die Mauer ist 87 Meter hoch, die Krone 420 Meter lang. Am Fuss ist die Staumauer 84 m breit. Für den Bau wurden ungefähr 300'000 m³ Beton verwendet.
Für den Bau der Staumauer wurde für den Transport von Zement eine 11,5 km lange Transportseilbahn vom SBB-Bahnhof Ardon am Boden des Rhonetals zum Betonwerk am östlichen Ende der Dammkrone gebaut. Der Zement wurde erstmals in 400 kg fassenden zylindrischen Spezialkübeln transportiert, die einfach von den Bahnwagen auf die Seilbahn umgeladen werden konnten. Das von der Transports mécanisés S. A. aus Zürich entwickelte System wurde später auch bei anderen Staumauer-Baustellen eingesetzt.
Kies und Sand wurden lokal von der Endmoräne des Grand-Désert-Gletschers abgebaut und mit einer 1900 m langen Seilbahn zum Betonwerk gebracht. Der Beton wurde mit zwei Seilkrananlagen in die Staumauer eingebracht.

## Speicherbecken
Das Speicherbecken wird von der Printze durchflossen, die in der Rhone mündet. Zusätzlich wird das Wasser der Tortin aus dem Nachbartal über einen 1,25 km langen Tunnel dem See zugeführt. Das Speichervolumen des Sees beträgt etwa 20& Millionen m³, die Seeoberfläche bedeckt etwa 0,50 km². Der See dient als Speicherbecken und ist über ein Pumpwerk mit dem Lac des Dix verbunden. Die maximale Stauquote beträgt 2186 m ü. M.

## Pumpstation

Hydrologische Einbindung des Lac des Dix in die Wasserkraftanlage Grande Dixence

Übersicht des Wasserkraftwerkkomplexes Grande Dixence. Der Lac de Cleuson befindet sich westlich vom Lac des Dix in der linken Kartenhälfte.

In Schwachlastzeiten wird mit überschüssiger Energie aus dem Verbundnetz Wasser vom Lac de Cleuson in den Lac des Dix gepumpt. Es gibt keine Kraftwerkszentrale, die direkt mit dem Lac de Cleuson verbunden ist. Alle Kraftwerkszentralen der Anlage beziehen das Wasser aus dem Lac des Dix.
Die Pumpenzentrale befindet sich im Innenraum der Staumauer auf dem Niveau 2110 m ü. M. Es sind dort 4 Pumpen mit einer Leistung von 1400 PS je Pumpe installiert. Sie können zusammen maximal 2,2 m³ pro Sekunde fördern. Die Pumpen werden mit einer Spannung von 5 kV betrieben. Die Energie wird über eine 20-kV-Leitung der Pumpenstation zugeführt und dort heruntertransformiert.
Die Pumpen fördern das Wasser über eine 650 m lange Druckleitung auf eine Höhe von 2275 m ü. M. Von dort fliesst es durch den 1350 m langen Verbindungstunnel Saint-Barthélemy–Cleuson entlang dem rechten Seeufer in Richtung Süden. Der Tunnel hat ein Gefälle von 2 ‰. Er mündet in den 6350 m langen Stollen Cleuson–Dixence, der von der Printze-Wasserfassung oberhalb des Stausees in den Lac des Dix führt.